# 1204 هـ
1204 هـ هي سنة في التقويم الهجري امتدت مقابلةً في التقويم الميلادي بين سنتي 1789 و1790.

## أحداث
- 13 ذو القعدة - مولاي اليزيد يأمر بإعدام محمد العربي قادوس، كبير وزراء السلطان المغربي محمد الثالث بن عبد الله.
- 18 شعبان - اليزيد بن محمد سلطاناً المغرب خلفا لوالده السلطان محمد الثالث بن عبد الله.
- هجرة مطلق الجربا ومعه معظم قبيلة شمر إلى العراق بعد ضغط الوهابيين.

## مواليد
- عبد الباقي العمري.
- سعيد بن سلطان - سلطان عمان وزنجبار.
- عبد الله بن علي الرشيد

## وفيات
- محمد اللاله زاري.
- السلطان محمد الثالث بن عبد الله.